# Víctor Manuel Amela Bonilla
Víctor Manuel Amela Bonilla, més conegut com a Víctor Amela (Barcelona, 30 de setembre de 1960), és un periodista i escriptor català present en diversos mitjans de comunicació. És un dels cocreadors de la secció La contra de La Vanguardia, on ha publicat més de 1.800 entrevistes en 15 anys.

## Biografia
Nascut a Barcelona, va estudiar als Escolapis de Diputació i posteriorment periodisme a la UAB i dret a la Universitat de Barcelona. Es va llicenciar en periodisme el 1984 i va entrar com a becari a La Vanguardia amb 23 anys. Abandonà els estudis de Dret en quart curs.
A La Vanguardia, va començar cobrint la secció d'espectacles per dedicar-se després a la secció de televisió. Paral·lelament, escriu entrevistes a per a la revista Teleprograma (1985-89).
El 1989 va ser nomenat cap de la secció de comunicació de La Vanguardia, des d'on va continuar fent entrevistes i crítiques de televisió. Destaquen les seves sèries d'entrevistes en profunditat Líders d'audiència (1990-1991) i Espanya encantada (1994).
Va co-crear la contra de La Vanguardia amb Ima Sanchís i Lluís Amiguet el gener de 1998, on s'han publicat més de 1.800 entrevistes. Va ser vicepresident de la CRIT (Associació de Crítics i Informadors de Televisió).
En l'actualitat col·labora al programa Arucitys de 8tv i a El món a Rac 1 de RAC1. També és conferenciant i moderador de debats en diverses institucions sobre assumptes relatius a la comunicació a Espanya.

### Docència
Va ser professor de Teoria i Anàlisi de la televisió a la Facultat de Ciències de la Comunicació de la Universitat Autònoma de Barcelona (UAB), entre 1990 i 1995. Va ser professor d'Estructura del sistema audiovisual a la Facultat Blanquerna de Ciències de la Comunicació de la Universitat Ramon Llull (URL), entre 1996 i 2001. També ha impartit classes o col·laborat amb diverses universitats com la Universitat de Saragossa, la Universitat de Girona, la Universitat de Castelló o la Universitat Oberta de Catalunya.

## Llibres publicats
- Jo hauria pogut salvar Lorca (2018)
- La filla del capità Groc (2016)[6]
- Amor contra Roma (2014)
- El cátaro imperfecto / El càtar imperfecte (2013)[7]
- Casi todos mis secretos / Tots els meus secrets, o gairebé (2012)[8]
- 333 vitamines per a l'ànima (2012) (amb Roser Amills)
- Grandes contras sobre el amor, Grandes contras sobre la mente humana, Grandes contras sobre la felicidad (2012) (amb Ima Sanchís i Lluís Amiguet)
- Tombes i lletres, antologia-homenatge a escriptors morts (l'autor escriu un homenatge a Joan Perucho), VV.AA. (2011)
- Paraules d'amor, confessions apassionades (2011) (amb Roser Amills)
- Antologia de citas (2010)
- Història cultural de l'audiovisual (2008)
- La televisió-espectacle (2008)
- Retratos y recuerdos de la vida forcallana (2006)
- Algunas cosas que he aprendido (2005)

- La meva ràdio (1993) Llibre pel desè aniversari de Catalunya Ràdio (coautor)

També és coautor dels llibres Haciendo la contra i Haciendo la contra-2 (editorial MR, 2003 i 2004), una selecció de les millors entrevistes de «La contra» de La Vanguardia, així com coautor de la col·lecció més recent Grandes contras (3 volums, Planeta, 2012).

## Ràdio i televisió[calcitació]
- 2000 - 2002 — Coautor del programa radiofònic La contra, a RAC1
- 2001 - 2002 — Secció d'entrevistes a La Mañana (Cope), de Luis Herrero
- 2002 - 2004 — Col·laborador de l'hora del pati (RAC1), d'Albert Om
- 2001 - 2007 — Comentarista a La Ventana (Cadena Ser) de Gemma Nierga
- 2002 - 2002 — Comentarista de televisió a Vitamina N (Citytv)
- 2002 - 2006 — Comentarista de llibres en Saló de lectura (Btv), premi Ondas 2004
- 2004 - avui — Comentarista televisiu a Arucitys (8tv), programa reconvertit a Aruseros (La Sexta)
- 2004 - avui — Col·laborador d'El món a RAC1, amb Jordi Basté.
- 2006 - 2007 — Director-presentador del programa televisiu Per contra, a 8tv
- 2007 - 2009 — Col·laborador a El club de TV3
- 2007 - 2011 — Col·laborador a L'hora del lector (Canal 33)
- 2007 - 2012 — Col·laborador a En días como hoy, de Juan Ramón Lucas, Radio Nacional de España
- 2012 - 2012 — Col·laborador a + Gente RTVE-La 1

## Premis i reconeixements[calcitació]
Ha estat distingit amb els premis de l'Associació de la Premsa de Madrid, Ferrer Eguizábal de Periodisme, dos Micròfons de Plata, Gremi d'Editors de Catalunya, Protagonistes, Antonio Mompeón Motos, Catalunya de Comunicació i Relacions Públiques, Àngel de Bronze de la Comunicació, GoliADs i La Llança d'Òmnium Cultural.
- 1991 - Premi Ferrer Eguizábal de Periodisme 1991 per dos reportatges sobre televisió a La Vanguardia
- 1999 - Premi Micrófono de Plata de la APEI-RTVE per la seva tasca com a comentarista de Televisió a La Vanguardia
- 2002 - Premi Micrófono de Plata de la APEI-RTVE per les seves entrevistes de La contra de la Vanguardia
- 2001 - 3r. Premi Mejor Comunicador 2001 per La contra de La Vanguardia, de la Facultad Ciencias de la Comunicació Blanquerna-URL
- 2003 - Premi del Gremi d'Editors de Catalunya per La contra de La Vanguardia
- 2004 - Premi Ondas 2004
- 2005 - Premi de la Asociación de la Prensa de Madrid per La contra de La Vanguardia
- 2005 - Premi de Periodisme Antonio Mompeón Motos, del grup El Heraldo de Aragón, per la seva feina a La contra de La Vanguardia
- 2006 - Premi Catalunya de Comunicació i Relacions Públiques
- 2007 - Premi Fundación Altarriba per les entrevistes de La contra de La Vanguardia
- 2008 - Premi Àngel de Bronze de la Comunicació de l'Escola Universitària de la Comunicació de Girona
- 2008 - Premi de Periodisme Protagonistas 2008
- 2008 - Premi Micrófono de Plata de la APEI-RTVE per la trajectòria periodística
- 2010 - Premi Goliads de la Universitat Abat Oliva a la millor iniciativa en premsa
- 2011 - Premi La Llança de Sant Jordi d'Òmnium Cultural pel llibre Paraules d'amor (Angle Editorial 2011)
- 2013 - Premi Cruz de Oro de la Agrupación Española del Fomento Europeo
- 2016 - Premi Ramon Llull de novel·la per La filla del capità Groc